# Diasemia zebralis
Diasemia zebralis is een vlinder uit de familie van de grasmotten (Crambidae), uit de onderfamilie van de Spilomelinae. De wetenschappelijke naam van deze soort is voor het eerst voorgesteld door Koen Maes in een publicatie uit 2011.
De soort komt voor in Congo Kinshasa.